# Albizzate
Albizzate (lombardul: Albizzaa) település Olaszországban, Varese megyében. Lakosainak száma 5155 fő (2023. január 1.). Albizzate Caronno Varesino, Castronno, Jerago con Orago, Solbiate Arno, Sumirago és Besnate községekkel határos.

## Népesség
A település népességének változása:
| Lakosok száma | 5322 | 5299 | 5155 |
|               | 2017 | 2018 | 2023 |